# Гвинейский колобус
Гвинейский колобус (лат. Piliocolobus pennantii) — вид обезьян семейства мартышковых отряда приматов, один из видов рода Красные колобусы. Вид сильно уязвим ввиду разрушения естественной среды обитания и охоты. Один из подвидов, P. n. bouvieri считается находящимся в критической опасности — несмотря на то, что в 2015 году было задокументировано его присутствие в дикой природе, он может быть на краю вымирания.

## Таксономия
Впервые был описан Джорджем Уотерхаусом, куратором музея при Лондонским зоологическим обществом и назван в честь натуралиста Томаса Пеннанта. Традиционно выделяют три подвида: Piliocolobus pennantii pennantii, Piliocolobus pennantii epieni и Piliocolobus pennantii bouvieri. Впрочем в 2007 году Колин Гровс поднял P. p. epieni и P. p. bouvieri до статуса вида. Эта точка зрения поддерживается не всеми, однако есть генетические подтверждения того, что по крайней мере Piliocolobus epieni должен быть выделен в отдельный вид.

## Описание
Примат среднего размера, длина тела составляет от 53 до 63 см, длина хвоста от 60 до 70 см. Вес от 7 до 10 кг. Голова небольшая, конечности сильно вытянуты. Пальцы длинные, большой палец не отстоит. Окрас различается у разных подвидов, в целом шерсть чёрная или тёмно-коричневая, морда и конечности каштаново-коричневые или красноватые, брюхо светло-коричневое. Хвост очень длинный, используется для балансировки.

## Распространение
Встречается в нескольких изолированных локациях на западе Центральной Африки. Номинативный подвид P. p. pennantii является эндемиком острова Биоко, площадью всего 32 км, расположенному у берегов Экваториальной Гвинеи. Подвид P. p. bouvieri встречается в Республике Конго на правом берегу реки Конго. P. p. epieni встречается в дельте реки Нигер в Нигерии. Населяет влажные леса, как первичные, так и вторичные, а также болотистые районы.

## Поведение
Образует крупные группы от двенадцати до восьмидесяти особей, занимающие территорию до 25 до 150 гектар. В группе несколько самцов и большое количество самок с потомством. Большую часть времени проводят на деревьях. Беременность длится около пяти месяцев, в помёте обычно один детёныш. Рацион состоит преимущественно из свежих листьев, а также цветов, фруктов и семян. Желудок многокамерный, приспособлен к перевариванию свежей растительной пищи.

## Статус популяции
Международный союз охраны природы присвоил охранный статус «В опасности» номинативному подвиду P. pennantii, поскольку его ареал составляет менее 500 км2, и он является объектом охоты. Подвид P. epieni находится в критической опасности, его популяция сократилась более, чем на 80 % за 30 лет, подвид P. bouvieri также находится в критической опасности, в дикой природе его не наблюдали с 1970-х годов до 2015 года, когда появилось одно фотосвидетельство его присутствия в одном из национальных парков Республики Конго, однако считается, что этот подвид находится на грани вымирания.